# رسلمنیا بک‌لش (۲۰۲۱)
رسلمنیا بک‌لش (به انگلیسی: WrestleMania Backlash) یک رویداد غیر رایگان (Pay-Per-View) در کشتی حرفه‌ای است که توسط کمپانی دبلیودبلیوئی و برای هر دو برند راو و اسمک‌داون تهیه می‌شود و این دوره‌اش هم در ۱۶ مه ۲۰۲۱ و در مجموعه ورزشی یوینگلینگ سنتر شهر تامپا، فلوریدا برگزار شد. این رویداد شانزدهمین رویداد با نام بک‌لش بود.

## تولید

### زمینه
بکلش یک رویداد غیر رایگان (Pay-Per-View) در شبکه دبلیودبلیوئی است که توسط دبلیودبلیوئی در سال ۱۹۹۹ تاسیس شد (آن زمان دبلیودبلیوئی به عنوان دبلیو دبلیو اف (فدراسیون جهانی کشتی) شناخته می شد). این رویداد تا سال ۲۰۰۹ هر ساله به عنوان یک رویداد پس از رسلمانیا ادامه داشت ، که آخرین رویداد به این شکل تا سال ۲۰۱۶ بود. این رویداد در همان سال پس از جدا شدن دو برند تجاری ،راو و اسمکداون که کشتی گیران در آن حضور داشتند ، تقسیم شد و منحصراً برای اجرا اختصاص داده شده است. رویداد سال ۲۰۱۶ همچنین به سنت قبلی خود مبنی بر پرداخت به ازای مشاهده بعد از رسلمنیا پایان داد. این رویداد سالانه ادامه داشت تا سال ۲۰۱۸ که سال بعد با استامپینگ گروندز جایگزین شد ،  اما در سال 2020 دوباره احیا شد.  بکلش ۲۰۲۱ در ابتدا برای ۲۰ ژوئن برنامه ریزی شده بود ، اما در جریان رسلمنیا ، مشخص شد که بکلش در تاریخ ۱۶ مه رخ می دهد که این به معنای تغییر تاریخ آن با مانی این د بنک بود. همچنین عنوان آن به "رسلمنیا بکلش" تغییر پیدا کرده است. بنابراین رویداد را به جایگاه اصلی خود به عنوان رویداد غیر رایگان پس از رسلمانیا بازگرداند و اولین بکلش متقابل باشد که عنوان تغییر یافته ای دارد. این شانزدهمین رویداد در تقویم بکلش خواهد بود که کشتی گیرانی از برند های راو و اسمکداون حضور دارند.

### تأثیر همه گیریکووید–۱۹
در نتیجه همه گیری کووید–۱۹ ، دبلیودبلیوئی مجبور شد بیشتر برنامه های خود را برای راو و اسمکداون از پشت درهای بسته تنظیم شده در مرکز تمرینات دبلیودبلیوئی در اورلاندو، فلوریدا از اواسط مارس ۲۰۲۰ ارائه دهد   ، اگرچه در اواخر در ماه مه ، تبلیغات با استفاده از کارآموزان مرکز عملکرد به عنوان مخاطب زنده شروع به کار کرد،  که در اواسط ژوئن بیشتر به دوستان و اعضای خانواده کشتی گیران گسترش یافت.  در ۱۷ آگوست ، دبلیودبلیوئی اعلام کرد که تمام نمایش ها و پرداخت های هر ویو در "آینده ای قابل پیش بینی" در مرکز آموی اورلاندو برگزار می شود ، که با قسمت ۲۱ آگوست اسمک‌داون آغاز می شود. علاوه بر این ، اکنون نمایش ها تجربه جدیدی از تماشای طرفداران به نام "فاندر دوم" را دارند که از هواپیماهای بدون سرنشین ، لیزر ، پیرو ، دود و پیش بینی استفاده می کند. تقریباً ۱۰۰۰ تخته ال ای دی نصب شده است تا به طرفداران اجازه دهد به طور مجانی بصورت رایگان در رویدادها شرکت کرده و در ردیف های تابلوهای ال ای دی دیده شوند. همچنین صدای آرنا با صدای طرفداران مجازی مخلوط شده است تا شعارهای طرفداران شنیده شود.  پس از انقضای قرارداد آنها با مرکز آوموی ، دبلیودبلیوئی در ماه دسامبر فاندر دوم را به مرکز تروپیکانا در سن پترزبورگ ، فلوریدا منتقل کرد.  سپس فاندر دوم به مرکز یونگلینگ، واقع در محوطه دانشگاه فلوریدا جنوبی در تامپا ، منتقل شد که با قسمت ۱۲ آوریل ۲۰۲۱ در راو آغاز شد. به همین ترتیب ، رسلمنیا بکلش اولین پی پر ویوی دبلیودبلیوئی خواهد بود که از دبلیودبلیوئی فاندر دوم در مرکز یونگلینگ تولید می شود.

## زمینه سازی
رسلمنیا بکلش شامل مسابقاتی بین دشمنی‌های موجود، ماجراهای پیش آمده و استوری‌هایی خواهد بود که پیش از این در برنامه‌های را و اسمَک‌دَون پخش شده بود. کشتی‌گیرها با توجه به مسابقات یا سری اتفاقاتی که برایشان رخ می‌دهد و تنش را به حداکثر می‌رساند، نقش منفی یا قهرمان به خود می‌گیرند و در این رویداد به مسابقه و رقابت می‌پردازند.

## نتایج
| #                                                                                                 | نتایج                                                                          | نوع مسابقه                                              | مدت زمان |
| ------------------------------------------------------------------------------------------------- | ------------------------------------------------------------------------------ | ------------------------------------------------------- | -------- |
| ۱پ                                                                                                | شیمس پیروز در مقابل ریکوشی                                                     | مسابقه تک نفره                                          | ۷:۱۰     |
| ۲                                                                                                 | ریا ریپلی (c) پیروز در مقابل آسکا و شارلوت فلر                                 | مسابقه سه طرفه برای کمربند زنان راو                     | ۱۵:۲۰    |
| ۳                                                                                                 | ری میستریو و دامینیک میستریو پیروز در مقابل دالف زیگلر و رابرت رود (c)         | مسابقه تگ تیم برای کمربندان تگ تیم اسمک داون            | ۱۷:۱۰    |
| ۴                                                                                                 | دیمین پریست پیروز در مقابل د میز                                               | مسابقه لامبرجک                                          | ۷:۰۰     |
| ۵                                                                                                 | بیانکا بلر (c) پیروز در مقابل بیلی                                             | مسابقه تک نفره برای کمربند زنان اسمک داون               | ۱۶:۰۵    |
| ۶                                                                                                 | بابی لشلی (c) (با همراهی ام وی پی) پیروز در مقابل درو مکینتایر و براون استرومن | مسابقه سه طرفه برای کمربند دبلیودبلیوئی سنگین وزن جهانی | ۱۴:۱۵    |
| ۷                                                                                                 | رومن رینز (c) پیروز در مقابل سزارو با تسلیم فنی                                | مسابقه تک نفره برای کمربند یونیورسال دبلیودبلیوئی       | ۲۷:۳۵    |
| - (c) – نشان‌دهنده قهرمان(هایی) است که به میدان می‌روند - پ – نشان‌دهنده این است که مسابقه در پری–شو |                                                                                |                                                         |          |

## یادداشت ها
1. ↑  به دلیل شیوع ویروس کرونا این رویداد پشت در های بسته در فاندر دوم برگزار شد.